# Nadelbewegungsfühler
Ein Nadelbewegungsfühler (NBF), Nadelbewegungssensor (NBS) oder Nadelhubgeber ist ein elektromagnetischer Sensor in einer Kraftstoffeinspritzdüse. Er erzeugt einen elektrischen Impuls, wenn die Düsennadel sich bewegt, um die Einspritzöffnung freizugeben. Unmittelbar danach beginnt die Einspritzung des Dieselkraftstoffs.
Der Sensor besteht aus einer stromdurchflossenen Spule, in der sich beim Eintauchen des oberen Nadelendes die magnetische Flussdichte ändert. Dadurch wird eine Spannung induziert, die über die Motorsteuerung oder direkt dem Steuergerät des Motors zugeführt wird.
Nadelbewegungsfühler werden bei rein hydraulisch öffnenden Einspritzdüsen in Verbindung mit Verteiler- oder Reihenpumpen benötigt, um den Spritzbeginn zu regeln. Mechanische Einspritzsysteme ohne elektronische Steuerung benötigen kein Einspritzsignal. Bei Pumpe-Düse-Systemen ist ein Nadelbewegungsfühler nicht mehr nötig, weil der Einspritzbeginn über eine Änderung im Stromverlauf des Magnetventils erkannt werden kann. Bei Common-Rail-Injektoren ist der zeitliche Verzug zwischen elektronischer Ansteuerung des Injektors und Öffnen der Nadel so gering, dass er ebenfalls nicht mehr nötig ist.